# 올웨이즈 유
올웨이즈 유(Always You)는 가수 왁스의 8집 음반이다. 

## 수록곡
1. 인트로
2. 몽당연필
3. 결국 너야
4. 그 사랑이 뭔데
5. 골드 미스 다이어리
6. 비가 그쳐도
7. 내 남자 자랑
8. Missing You
9. Chiki Chiki
10. 유통기한
11. 울지 않을게